# Heinrich L. Nickel
Heinrich Leopold Nickel (* 22. Dezember 1927 in Łódź; † 28. März 2004 in Halle (Saale)) war ein deutscher Kunsthistoriker, Byzantinist und Fotograf. Nickel war von 1990 bis 1993 Professor für Byzantinische Kunstgeschichte und Direktor des Instituts für Orientalische Archäologie und Kunst an der Martin-Luther-Universität Halle-Wittenberg. 

## Leben
Nickel war der Sohn eines Vergolders und Kunsthändlers. Nach dem Abitur und Einsatz im Reichsarbeitsdienst gelangte Nickel zum Ende des Zweiten Weltkrieges nach Halle, wo er sich dauerhaft niederließ. An der Halleschen Universität und an der Universität Leipzig studierte er ab 1946 Kunstgeschichte sowie Klassische und Prähistorische Archäologie, ein Studium, das er 1951 an der Universität Halle mit dem Diplom beenden konnte. Das Thema seiner Diplomarbeit war die Ornamentik der Landsberger Doppelkapelle. Die Arbeit wurde in Teilen 1960 mit dem Titel Die Doppelkapelle zu Landsberg als Heft 48 der Reihe Das christliche Denkmal im Union Verlag Berlin veröffentlicht. Bereits zwei Jahre später, im April 1953, erfolgte seine Promotion an der Philosophischen Fakultät der Universität Halle mit einer Dissertation über die spätromanische Bauornamentik in Mitteldeutschland zum Dr. phil. Das Werk begann er noch unter dem Kunsthistoriker und Professor Wilhelm Worringer, später betreute Johannes Jahn seine Arbeit, die von 1954 bis 1955 in der Wissenschaftlichen Zeitschrift der Universität Halle-Wittenberg erschien.
Anschließend war Nickel zunächst als Assistent sowie Oberassistent und schließlich, ab 1958, als Wissenschaftlicher Mitarbeiter am Fachbereich Orientalische Archäologie des Instituts für Altertumswissenschaften der Universität Halle tätig. Gleichzeitig übernahm er die Fotostelle des Kunstgeschichtlichen Instituts und des Archäologischen Seminars im Robertinum. Er beschäftigte sich intensiv mit der Fotografie in der Kunstwissenschaft und Archäologie, was mit der Veröffentlichung des Fachbuches 1959 Fotografie im Dienste der Kunst seinen Höhepunkt fand. Weitere Werke zu dem Thema veröffentlichte er von 1953 bis 1957 im Rahmen der Reihe Kunstwerke im Foto des halleschen Fotokinoverlages. Seine Schrift Schlechtwetterfotografie von 1956 erschien drei Jahre später auch in der Tschechoslowakei. Anlässlich der Arbeitstagung Fotografie als Hilfswissenschaft der Kunsthistorisch-Archäologischen Disziplinen, die vom Kunstgeschichtlichen Institut der Universität Halle im November 1957 veranstaltet wurde, war er Mitautor des Tagungsbandes Bibliographie der deutschen Literatur zur kunstwissenschaftlichen Fotografie.
Im Dezember 1967 habilitierte sich Nickel an der Philosophischen Fakultät der Universität Halle mit der Habilitationsschrift Ausdrucksformen der Bewegung in der bildenden Kunst des Alten Orients und des Mittelalters. 1976 wurde er zum Dozenten für Byzantinische Kunstgeschichte an der Halleschen Universität ernannt. Nach Forschungsreisen in den Kaukasus und nach Osteuropa erschien 1981 sein Werk Osteuropäische Baukunst des Mittelalters, das er mit eigenen Fotografien illustrierte. Das Buch wurde noch im gleichen Jahr als Lizenzdruck im Kölner DuMont-Verlag veröffentlicht, 1982 erfolgte eine französische und 1983 eine englische Ausgabe. Nachdem bereits 1962 von ihm eine Arbeit zur regionalen Kunstgeschichte über den Halleschen Dom erschienen war, veröffentlichte er 1988 eine weitere Arbeit über die hochmittelalterliche hallesche Laurentiustafel. 
Nach der Wende und der friedlichen Revolution in der DDR wurde Nickel 1990 Professor für Byzantinische Kunstgeschichte an der Universität Halle und kommissarischer Direktor des Instituts für Orientalische Archäologie und Kunst. Er hielt außerdem 15 Jahre Vorlesungen zur Kunstgeschichte des Mittelalters an der Burg Giebichenstein Kunsthochschule Halle. 1993 wurde er emeritiert. Auch im Ruhestand war er weiterhin publizistisch tätig. Anlässlich des 450. Gründungsjubiläums der Marienbibliothek in Halle edierte er 2001 den Nachdruck des Halleschen Heiltum-Buches von 1520 und gab ein Jahr später den Band 450 Jahre Marienbibliothek zu Halle an der Saale heraus. Im Dezember 2003 konnte er sein goldenes Doktorjubiläum feiern.
Heinrich L. Nickel starb am 28. März 2004 im Alter von 76 Jahren in Halle an den Folgen eines Unfalls. Er war langjähriger Vorsitzender des Vereins Freunde der Bau- und Kunstdenkmale Sachsen-Anhalt und des Freundeskreises der Marienbibliothek zu Halle.

## Veröffentlichungen (Auswahl)

### Autor
- Untersuchungen zur spätromanischen Bauornamentik Mitteldeutschlands. (Dissertationsschrift), Halle 1952.
- Schlechtwetterfotografie. Knapp, Halle 1956.
- Fotografie im Dienste der Kunst. Die Anwendung der Fotografie in der Kunstwissenschaft, Archäologie und Vorgeschichte. Fotokinoverlag, Halle 1959.
- Die Doppelkapelle zu Landsberg. Union Verlag, Berlin 1960.
- David Octavius Hill. Wurzeln und Wirkung seiner Lichtbildkunst. Fotokinoverlag, Halle 1960.
- Byzantinische Kunst. Koehler & Amelang, Leipzig 1964.
- Ausdrucksformen der Bewegung in der bildenden Kunst des Alten Orients und des Mittelalters. Mit einem Exkurs: Der Bewegungsausschnitt und die Erfindung der Momentphotographie. (Habilitationsschrift), Halle 1967.
- Die Liebfrauenkirche zu Halberstadt. Union Verlag, Berlin 1973.
- Kirchen, Burgen, Miniaturen. Armenien und Georgien während des Mittelalters. Deutscher Verlag der Wissenschaften, Berlin 1974.
- Mittelalterliche Wandmalerei in der DDR. Seemann, Leipzig 1979.
- Osteuropäische Baukunst des Mittelalters. Edition Leipzig, Leipzig 1981.
- Die Hallesche Laurentiustafel. Romanisches Kunsthandwerk aus dem Stadtkernbereich von Halle. Verband Bildender Künstler der DDR, Halle 1988.

### Herausgeber
- Deutsche romanische Bildteppiche aus den Domschätzen zu Halberstadt und Quedlinburg. Insel-Verlag, Leipzig 1970.
- Beiträge zur byzantinischen und osteuropäischen Kunst des Mittelalters. Akademie-Verlag, Berlin 1977.
- Byzantinischer Kunstexport. Seine gesellschaftliche und künstlerische Bedeutung für die Länder Mittel- und Osteuropas. Martin-Luther-Universität, Halle 1978.
- Wandmalerei des Hochfeudalismus im europäisch-byzantinischen Spannungsfeld (12. und 13. Jahrhundert). Martin-Luther-Universität, Halle 1983.
- Ikone und frühes Tafelbild. Martin-Luther-Universität, Halle 1988.
- Martin Luther und Halle. Kabinettausstellung der Marienbibliothek und der Franckeschen Stiftungen zu Halle im Luthergedenkjahr 1996. Franckesche Stiftungen, Halle 1996, ISBN 978-3-447-06324-1.
- Die Maria-Magdalenen-Kapelle der Moritzburg zu Halle. Stekovics, Halle 1999, ISBN 978-3-932863-35-6.
- Das Hallesche Heiltumbuch von 1520. Nachdruck zum 450. Gründungsjubiläum der Marienbibliothek zu Halle. Stekovics, Halle 2001, ISBN 978-3-932863-44-8.
- 450 Jahre Marienbibliothek zu Halle an der Saale. Kostbarkeiten und Raritäten einer alten Büchersammlung. Stekovics, Halle 2002, ISBN 978-3-89923-018-5.